# Swithinbank-Moräne
Die Swithinbank-Moräne ist eine Mittelmoräne des Shackleton-Gletschers in der antarktischen Ross Dependency. Im Königin-Maud-Gebirge erstreckt sich vom Matador Mountain nordwärts.
Die Südgruppe einer von 1961 bis 1962 durchgeführten Kampagne im Rahmen der New Zealand Geological Survey Antarctic Expedition benannte sie. Namensgeber ist der britische Glaziologe Charles Winthrop Molesworth Swithinbank (1926–2014), der in zwei antarktischen Sommerkampagnen zwischen 1960 und 1962 an der Erkundung der großen Gletscher beteiligt war, die das Ross-Schelfeis speisen.